# 田添健汰
田添健汰（日语：／ Tazoe Kenta，1995年4月2日—），福冈县北九州市出身，日本男子乒乓球队运动员。2017年亞洲乒乓球錦標賽和前田美優合作获得混合雙打季军。他也参加了2017年世界乒乓球锦标赛。